# Grand Prix Antalya
 (mars 2025).
Si vous disposez d'ouvrages ou d'articles de référence ou si vous connaissez des sites web de qualité traitant du thème abordé ici, merci de compléter l'article en donnant les références utiles à sa vérifiabilité et en les liant à la section « Notes et références ».
Le Grand Prix Antalya est une course cycliste masculine d'un jour qui se déroule dans la région d'Antalya en Turquie. La course est organisée pour la première fois en 2020 et fait partie de l'UCI Europe Tour dans la catégorie 1.2.

## Palmarès
| Année | Vainqueur               | Deuxième        | Troisième       |
| ----- | ----------------------- | --------------- | --------------- |
| 2020  | Maksim Piskunov         | Filippo Fortin  | Aleksey Shnyrko |
| 2024  | Ma Binyan               | Natnael Berhane | Ruslan Aliyev   |
| 2025  | Wan Abdul Rahman Hamdan | Ramazan Yilmaz  | Emre Kaplan     |